# Пастухов, Марк Иванович
Марк Ива́нович Пастухо́в (29 декабря 1915, Рычковский, область Войска Донского — 22 февраля 1982, Красный Сулин, Ростовская область) — машинист турбины Несветайской ГРЭС (Ростовская область), Герой Социалистического Труда, участник Великой Отечественной войны и войны с Японией.

## Биография
Родился 29 декабря 1915 года в хуторе Рычковский (ныне — Суровикинский район Волгоградской области) в семье крестьянина. Русский.
В 1929 году окончил четыре класса сельской школы и пошел работать письмоносцем отдела связи города Сталинграда. Школу окончил с отличием. С 1930 по 1933 год работал счетоводом на Волгоградской ГРЭС.
В 1933 году переехал в город Шахты, где четыре года работал на электростанции им. Артёма в качестве инспектора отдела найма и увольнений. Затем переехал в город Красный Сулин (Ростовская область) на строительство электростанции. Начал работать диспетчером, затем освоил профессию шофера.
В 1937—1939 годах проходил срочную службу в рядах Красной Армии. После увольнения в запас вернулся в Красный Сулин.
С началом Великой Отечественной войны в июне 1941 года вновь призван в армию. Воевал на Западном, 3-м Белорусском фронтах. Защищал Москву, штурмовал Кенигсберг, откуда его часть была после окончания войны переброшена на Дальний Восток. Участвовал в советско-японской войне. В 1946 году был демобилизован.
Вернулся в Красный Сулин, на Несветай ГРЭС. Работал шофером, диспетчером гаража.
В 1948 году окончил шестимесячные курсы машинистов турбин и стал работать по этой специальности.
Активно занимался общественной деятельностью. Был членом Ростовского обкома партии, членом горисполкома г. Красный Сулин, делегатом XXII съезда КПСС (1961) и XIV съезда профсоюзов СССР (1968).
В 1971 году ушёл на заслуженный отдых, стал пенсионером союзного значения. Выйдя на пенсию, занимался общественной работой.

## Награды
- Указом Президиума Верховного Совета СССР от 4 октября 1966 года за выдающиеся успехи, достигнутые в выполнении заданий семилетнего плана по развитию энергетики страны, Пастухову Марку Ивановичу присвоено звание Героя Социалистического Труда с вручением ордена Ленина и медали «Золотая звезда».
- Награждён орденом Ленина.
- медалями «За боевые заслуги».
- Медалью «За отвагу».
- Медалью «За оборону Москвы».
- Медалью «За победу над Германией».
- Медалью «За взятие Кенигсберга».
- Медалью «За победу над Японией».

## Сочинения
- Высокая ответственность / М. И. Пастухов // Пром. Дон. — 1962. — № 1. — С. 30-31.
- Гордость рабочего / М. Пастухов // Власть Советов. — Красный Сулин, 1977. — 11 июня. — С. 2.